# Lucette
Lucette ist ein weiblicher Vorname.

## Herkunft und Bedeutung
Der Name ist im Französischen die Verkleinerungsform von Lucie, was auf den Namen Lucia zurückgeht.
Varianten sind unter anderem Luce, Lucinde und Lucille.

## Bekannte Namensträgerinnen
- Lucette Descaves (1906–1993), französische Pianistin
- Lucette Finas (* 1921), französische Autorin und Schriftstellerin
- Lucette Moreau (* 1956), kanadische Kugelstoßerin und Diskuswerferin